# Heuchera merriamii
Espèce
Heuchera merriamii est une espèce de la famille des Saxifragaceae. Cette esoèce est connue sous le nom de Merriam's alumroot. Elle est originaire des Montagnes Klamath du sud de l'Oregon et du nord de la Californie, où elle pousse sur les pentes rocheuses. 

## Description
Il s'agit d'une plante vivace rhizomateuse produisant des feuilles arrondies avec cinq à sept lobes sur les bords. Son inflorescence érigée mesure environ 23 cm de haut avec des grappes clairsemées de fleurs rosées, jaunes ou crème. L'inflorescence est couverte de poils glandulaires. Chaque fleur a de petits pétales en forme de cuillère et des étamines saillantes.

## Systématique
Le nom correct complet (avec auteur) de ce taxon est Heuchera merriamii Eastw..
Heuchera merriamii a pour synonymes :
- Heuchera pringlei Rydb.
- Heuchera rubescens var. pringlei (Rydb.) Jeps.